# Апшеронский переулок (Орск)
Апшеро́нский переу́лок — улица в Октябрьском районе города Орска Оренбургской области. Расположена секторе частной застройки. Названа по Апшеронскому полуострову.
Улица начала застраиваться в 1950-х годах. В настоящее время на улице расположено 10 одноэтажных кирпичных жилых домов.